# Un hombre bueno va a la guerra
Un hombre bueno va a la guerra (A Good Man Goes to War) es el séptimo episodio de la sexta temporada moderna de la serie británica de ciencia ficción Doctor Who. Funcionó como final de la primera parte de la temporada, ya que por primera vez se introdujo un descanso a mitad de temporada de varios meses de duración. En él se presentó por primera vez al a veces llamado "Equipo del Paternoster", formado por los personajes de Madame Vastra, Jenny Flint y Strax, interpretados por Neve McIntosh, Catrin Stewart y Dan Starkey, que adquirirían el estatus de personajes recurrentes a partir de la séptima temporada. También se hizo en este episodio la revelación de la verdadera identidad de River Song.

## Argumento
El Undécimo Doctor (Matt Smith) y Rory Williams (Arthur Darvill) han descubierto que Amy Pond (Karen Gillian) ha sido secuestrada y sustituida por un avatar de Carne que ha estado acompañándoles las últimas aventuras. El Doctor descubre que la verdadera Amy está prisionera en una base secreta en un asteroide llamado "La Huida del Demonio", y recoge a varias personas en deuda con él a lo largo del espacio y el tiempo para lanzar un asalto a la base, incluyendo al comandante Sontaran Strax (Dan Starkey), la Silurian Madame Vastra (Neve McIntosh) y su ayudante humana Jenny Flint (Catrin Stewart), y el traficante Dorium Maldovar (Simon Fisher-Becker). Rory, tras descubrir la localización de la base a partir de una flota de Cybermen, intenta reclutar a River Song (Alex Kingston) en su celda de Stormcage, pero ella se niega, porque no puede estar con el Doctor en esta ocasión, al ser en esta batalla cuando él descubrirá su verdadera identidad. También le avisa que en esta batalla el Doctor "subirá más alto que nunca, para después más bajo que nunca". En la base, Madame Kovarian (Frances Barber), que ha estado vigilando a Amy durante su embarazo y le ha quitado a su hija Melody, prepara a sus soldados humanos para luchar contra el Doctor junto a la Orden de los Monjes Sin Cabeza que residen allí. Los monjes literalmente no tienen cabeza y es imposible que les engañen o asusten. La soldada humana Lorna Bucket (Christina Chong), que conoció al Doctor de pequeña en los bosques Gamma, intenta trabar amistad con Amy, dándole un regalo de buena suerte hecho de tela bordada por ella misma con el nombre de Melody en el lenguaje de los bosques Gamma. Amy le avisa a Bucket de la furia del Doctor si ella lucha contra él.
| Los malvados huyen cuando un hombre bueno va a la guerra. la noche caerá y hundirá el sol cuando un hombre bueno va a la guerra. La amistad muere y el amor verdadero miente. La noche caerá y la oscuridad se elevará cuando un hombre bueno va a la guerra. Los malvados huyen, pero el coste cuenta: la batalla se ganará, pero el bebé se perderá. —River Song, explicando el significado del nombre de La Huida del Demonio. |

Ayudados por soldados Silurian y Judoon, el Doctor y sus aliados lanzan un ataque sorpresa para hacerse con la base. El Doctor y Rory liberan a Amy antes de que Madame Kovarian pueda escapar con ella. Mientras el Doctor celebra su gran logro, Vastra y Dorium descubren que Kovarian ha estado escaneando a Melody y ha descubierto que la niña tiene ADN humano y de Señor del Tiempo. El Doctor supone que Melody fue probablemente concebida en la noche de bodas de Amy y Rory a bordo de la TARDIS (El Big Bang), y el ADN de la niña sufrió la influencia del Vórtice del Tiempo. Los aliados se reagrupan, y Amy y Rory tienden a su hija en una antigua cuna de madera que el Doctor dice que era suya. Mientras tanto, Bucket llega y avisa al grupo de la trampa de Kovarian, pero es demasiado tarde. La TARDIS queda bloqueada por un campo de fuerza y les atacan los Monjes sin Cabeza. Varios Silurians mueren inmediatamente. Dorium es decapitado (fuera de cámara), y Strax y Bucket son heridos mortalmente en batalla. Mientras tanto, Kovarian, ya muy lejos de la base, contacta con el Doctor, explicándole que usarán a Melody como arma en la guerra contra él. Le dice con deleite que "engañarle una vez fue una alegría, pero engañarle dos veces de la misma forma es un privilegio". El Doctor corre al hangar para avisar a sus amigos, sin saber que ya es demasiado tarde. Al mismo tiempo, Kovarian se aparece a Melody de la misma forma que hacía al duplicado de Amy, y le dice que despierte. El bebé se disuelve en el líquido de Carne, dejando a Amy horrorizada y en shock.
Es demasiado tarde para ayudar a los heridos, así que sólo puede consolar a Amy junto a Rory. Lorna Bucket muere, recordando su aventura de infancia con el Doctor. Entonces River aparece, y el Doctor le echa en cara no haber ayudado. Ella intenta explicarle que no podía interferir en estos sucesos, y le dice al Doctor que lo que ha ocurrido es también culpa de él, al haberlo provocado por aquellos que temían su reputación de hacer retroceder ejércitos con la sola mención de su nombre. El Doctor se enfurece y exige saber quién es ella. River le muestra al Doctor la cuna, y el Doctor reconoce entonces la verdadera identidad de River. Encantado, se va solo en la TARDIS para ir a rescatar a Melody, y le pide a River que devuelva a todos a sus propias épocas. Amy exige a River que le explique lo que le ha dicho al Doctor, y así River le muestra a Amy la cuna. Amy piensa que se refiere a los símbolos en idioma gallifreyano, pero la TARDIS no puede traducirlos. En su lugar, River le muestra el trozo de bordado de Bucket con el nombre de Melody todavía en la cuna. Amy le dice a River que ella sabe el nombre de su hija: le dice que la gente de los bosques Gamma no tienen una palabra para "Pond" ("estanque"), porque el único agua en el bosque es el río ("river"). Mientras Amy y Rory miran el bordado, su escritura se traduce al inglés, y revela el nombre de la niña: River Song. River les dice entonces que ella es Melody Pond, su hija.

### Continuidad
Los Cybermen que aparecen en el episodio se supone que son los originales de Mondas, y no los de la tierra paralela que aparecieron con anterioridad en la serie moderna. Rory lleva la armadura de centurión romano, como la que lleva en La Pandórica se abre y El Big Bang, usando también el sobrenombre de "El Último Centurión". La única agua en el bosque es el río, la frase que River usa para explicar por qué la gente de los bosques Gamma tradujeron "Pond" ("estanque") como "River" ("río"), se la dijo por primera vez Idris a Rory en La mujer del Doctor. En la apertura de la séptima temporada moderna, El manicomio de los Daleks, se revela que la experiencia de Amy en la Huida del Demonio la dejó estéril.

## Producción

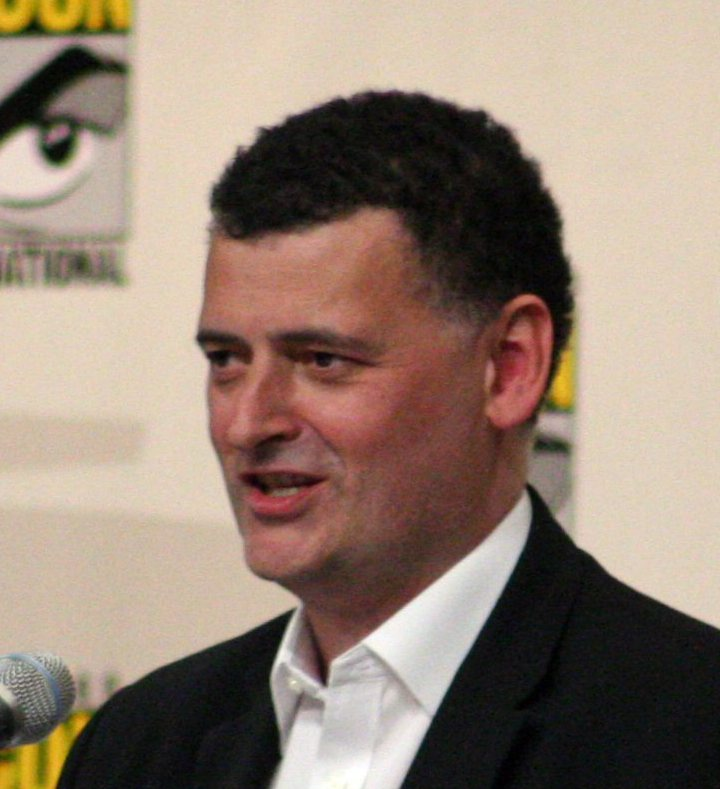
Steven Moffat escribió el episodio para revelar la identidad de River Song y mostrar que el Doctor, si se le provocaba suficiente, podía formar un ejército.

Un hombre bueno va a la guerra es el séptimo episodio de la sexta temporada, y además es el episodio número 777 de Doctor Who, pero no hubo referencias al número 7 porque el equipo de producción no se dio cuenta hasta después del rodaje. La idea vino cuando el productor ejecutivo y autor del episodio Steven Moffat se preguntó si el Doctor, típicamente un pacifista, podía ser lo suficientemente provocado como para formar un ejército. Los Monjes sin Cabeza se mencionaron por primera vez en El tiempo de los ángeles, y se añadieron al guion de ese episodio para explicar el aspecto de monasterio del Archivo Delirium que el Doctor y Amy estaban visitando.
Moffat llevaba planeando la revelación sobre River Song "desde hace mucho tiempo", y cuando creó a Amy, escogió el apellido "Pond" para crear un enlace. Moffat planeaba que la "respuesta fuera tan complicada como la pregunta". Moffat le informó a Kingston del secreto de su personaje al final de la quinta temporada y le dijo que no podía decírselo a nadie. Smith, Gillan y Darvill no sabían la identidad de su personaje. La identidad de River fue un secreto absoluto: en la lectura del guion había un final falso, y sólo unos pocos elegidos pudieron leer el guion real.
En el episodio regresan varios personajes. Dorium apareció anteriormente en La Pandórica se abre, mientras hacen cameos Henry y Toby Avery, de La maldición del punto negro, y el piloto Danny Boy de La victoria de los Daleks. Moffat dijo que tenía planeado que hiciera un cameo John Barrowman como Jack Harkness, pero estaba ocupado rodando Torchwood: El día del milagro y no pudo hacerlo. Originalmente el episodio también contenía una escena con Ood Sigma, de El planeta de los Ood, Las aguas de Marte y El fin del tiempo, pero se cortó del episodio final. Aun así, en los créditos siguió apareciendo Russell T Davies como creador de los Ood.

## Emisión y recepción
Las mediciones nocturnas de audiencia mostraron que el episodio fue visto por 5,5 millones de espectadores, medio millón más que la semana anterior, y siendo el sexto programa más visto de la noche. Las mediciones definitivas fueron de 7,57 millones de espectadores y un share del 31%. La puntuación de apreciación fue de 88, una de las más altas de la temporada.
El episodio tuvo críticas entre positivas y mezcladas. Matt Risley de IGN le dio al episodio un 9 sobre 10, describiéndolo como "épico" final de media temporada que "se abrió una grandiosa secuencia de precréditos y no bajó el nivel en ningún momento". Alabó el espectáculo y el desarrollo de personajes, pero pensó que llevó a una cierta cantidad de "escenas raras... personajes de reparto olvidables, y poca oportunidad de desarrollar a los Monjes sin Cabeza en algo particularmente imponente". Dave Golder de SFX le dio 4,5 estrellas sobre 5, pensando que "salvó" la sexta temporada y ofreció "una rodaja satisfactoria de televisión de fantasía que tocaba muchos aspectos: incluía una historia gallarda y atrevida que era audaz y segura; tenía una apariencia fantástica, había algunas frases hilarantes y la interpretación de la estrella subió su propio listón una vez más". Sin embargo, fue más crítico hacia los Monjes sin Cabeza y la dirección de la batalla al final. Neela Debnath de The Independent también se mostró favorable, alabando el uso del cliffhanger y pensando que la naturaleza complicada del episodio "atrae más gente al programa y les deja pensando sobre él".
Gavin Fuller del Daily Telegraph dijo que el episodio era bueno, pero le faltaba suficiente motivación de fondo para los villanos. Fuller también pensó que la revelación de que River Song es la hija adulta de Amy "quizás es un hilo argumental que encaje incómodamente en una temporada en la que las pérdidas se han maquillado en apenas un par de episodios". Sin embargo, alabó la interpretación del Doctor de Smith, comentando que "las últimas pocas semanas hemos visto al Doctor de Matt Smith en una bienvenida de forma generalmente más seria, que mantuvo aquí, suavizándose en los momentos justos cuando su falta alienígena de comodidad con las emociones humanas, aunque usada con efecto cómico, tuvo un aspecto muy auténtico, como cuando hizo sus rarezas al descubrir la verdad sobre River".
Dan Martin de The Guardian fue menos favorable, diciendo que los productores "nos prometieron un cliffhanger, y ahora nos quedamos todo el verano contemplando si nuestro programa favorito puede haber perdido de verdad la oportunidad. Oh, había muchas cosas buenas en este final de media temporada, y mucho más que escoger. Pero como una hora de drama, todo estaba desperdigado". Como el ritmo del episodio era tan alto y con tan pocas explicaciones, que no sintió ninguna conexión emocional con los marines anglicanos o Lorna Bucket. A diferencia de Fuller, Martin no se mostró favorable con el Doctor de Smith, diciendo que "el no evento de la batalla significa que le Doctor nunca llegó a mostrar ese lado oscuro del que tanto hemos oído hablar" y que el predecesor de Smith, David Tennant, "se enfadaba la mayoría de las semanas". Martin alabó la revelación final del episodio, diciendo que aunque había estado "escondida a plena vista desde el principio tan pronto como se reveló que Amy había llamado a la niña Melody", no pudo hacer la conexión y se sorprendió genuinamente. Martin lo clasificó después como el penúltimo episodio de la temporada, sin contar en la lista La boda de River Song.
El episodio fue nominado al premio Hugo 2012 a la mejor presentación dramática en forma corta, aunque perdió contra La mujer del Doctor, de Neil Gaiman.
Dos de los nuevos personajes del episodio, una Silurian luchadora contra el crimen llamada Madame Vastra y su asistente Jenny se hicieron bastante populares entre el público, con numerosos foros y la revista SFX pidiendo a la BBC que desarrollara un spin-off en torno a ellos. Steven Moffat dijo en una entrevista que no tenía tiempo para trabajar en un spin-off pero se mostraba abierto a la posibilidad de que los personajes regresaran. Vastra, Jenny y el resucitado Strax se convirtieron en personajes recurrentes a partir de la séptima temporada, apareciendo en Los hombres de nieve, El horror escarlata y El nombre del Doctor.